# Norrköpings stad
Denna artikel handlar om den tidigare kommunen Norrköpings stad. För orten se Norrköping, för dagens kommun se Norrköpings kommun.
Norrköpings stad var en stad och kommun i Östergötlands län. I samband med 1971 års kommunreform upphörde det juridiska begreppet stad, och Norrköpings stad gick upp i den då nybildade Norrköpings kommun.

## Administrativ historik

### Stadsrättigheter och privilegiebrev

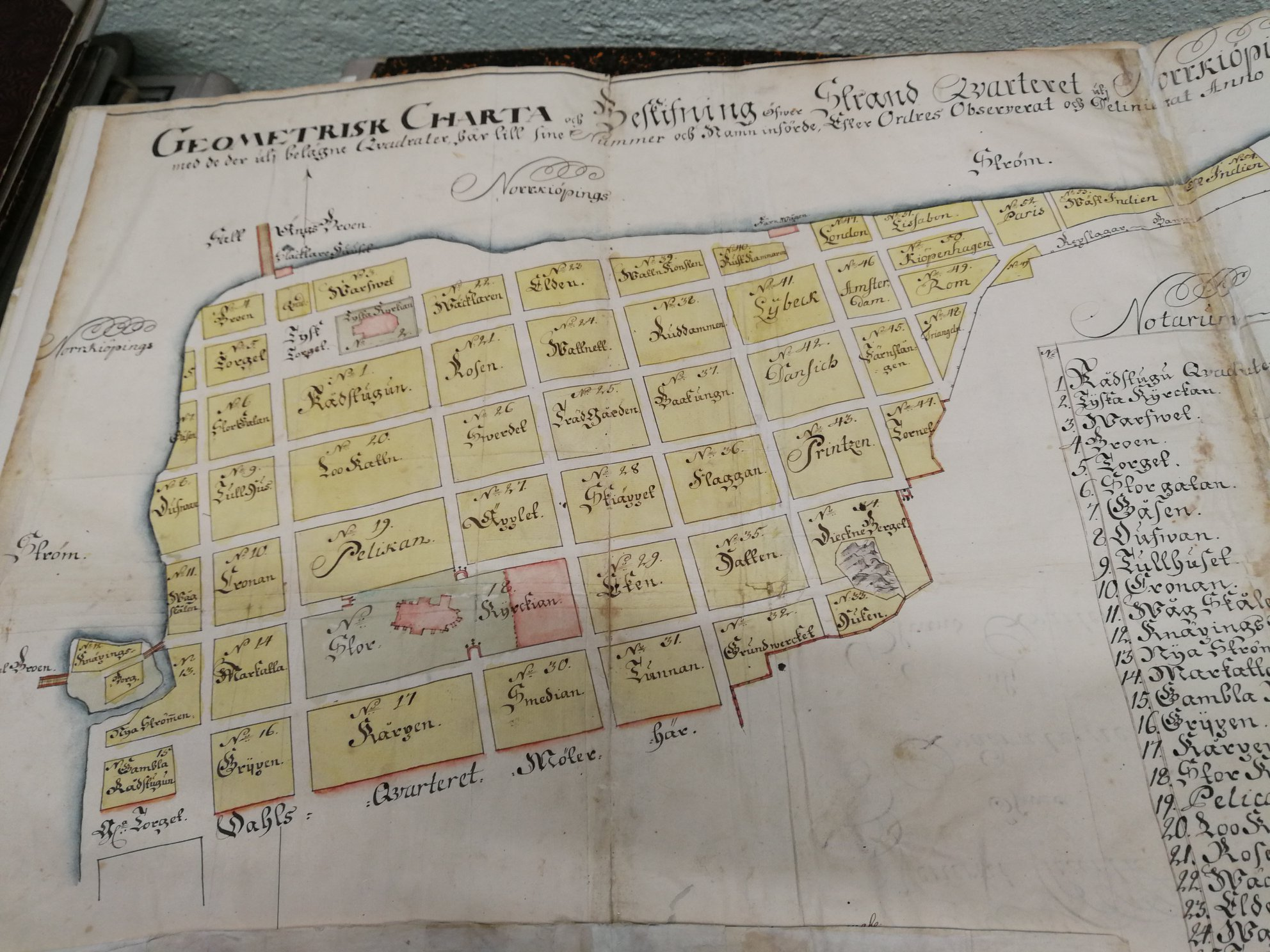
Stadsplan över Norrköpings rutnätsplan, upprättad 1728 av lantmätare Sven Ryding. Rubriken lyder Geometrisk Charta och Beskrifning öfver Strand Qvarteret uti Norrkiöpings stad, med de der uti belägne Qvadrater, här till sine Nummer och Namn införde, Efter Ordres Observerat och Delinierat. Anno 1728 af S. Ryding. Kartan finns på Norrköpings stadsarkiv.

Norrköping tros ha fått stadsrättigheter för första gången i början av 1300-talet. Det är dock oklart vem som gav dem dessa den första gången. Det äldsta bevarade privilegiebrevet är undertecknat den 7 april 1384 av kung Albrekt av Mecklenburg.
Enligt privilegiebrevet omfattade staden då ett stort område, som till stor del var obebyggt. I öster gick gränsen då i nuvarande Kristinagatan, i söder längs Albrektsvägen, i väster vid Färgaregården och i norr mellan den plats där Finspångsrondellen och resterna av Johannisborg nu finns.

### Köpingar under Norrköpings stad
År 1620 beslutade Kunglig Maj:t att inrätta Hellestad, norr om Finspång, som lydköping under Norrköpings stad. Mellan 1723 och 1727 hade Norrköpings stad även delad köpingsrätt i Valdemarsvik, tillsammans med städerna Söderköping och Västervik.

### Staden som kommun
Staden blev en egen kommun, enligt Förordning om kommunalstyrelse i stad (SFS 1862:14) 1 januari 1863, då Sveriges kommunsystem infördes.
Staden utökades genom inkorporeringar:
- 1916 med Östra Eneby landskommun med Norrköpings norra förstäders municipalsamhälle
- 1918 med Sankt Johannes landskommun
- 1936 med Borgs landskommun
- 1952 med Tingstads landskommun och Styrstads landskommun

1971 gick staden upp i den då nybildade Norrköpings kommun.

### Församlingsindelning i staden
Den ursprungliga stadsförsamlingen var Sankt Olofs församling, som 1879 namnändrades till Sankt Olai församling och 1885 till Norrköpings Sankt Olai församling och från 2010 till Norrköpings S:t Olofs församling. Från 15 augusti 1613 fanns också Tyska församlingen som efter 1885 namnändrades till Norrköpings Hedvigs församling. Från 1 maj 1885 fanns också Norrköpings Norra församling som 1935 namnändrades till Norrköpings Matteus församling. Med inkorporeringarna tillkom församlingar som hört till motsvarande landskommuner.

### Sockenkod
För registrerade fornfynd med mera så återfinns staden inom ett område definierat av sockenkod 0470 som motsvarar den omfattning staden hade kring 1950, vilket innebär att den också omfattar Östra Eneby socken, Sankt Johannes socken och Borgs socken.

### Ansvarsfördelning mellan kyrklig och borgerlig kommun - Folkskolan
Vid riksdagen 1909 godkändes en proposition om att stadsfullmäktige i de större städerna skulle ta över ansvaret för den lokala folkskolan från kyrkostämman. Norrköping var tidigt ute, och redan 1910 blev staden huvudman för folkskolan. Sekulariseringen skedde hela 20 år före den i grannstaden Linköping.

### Ansvarsfördelning mellan stad och landsting - Sjukvården
När Östergötlands läns landsting inrättades genom 1862 års kommunalförordningar ingick Norrköpings stad i landstinget. Men landstingsförordningen från 1862 innebar att städer med fler än 25 000 invånare skulle ansvara för invånarnas sjukvård självständigt. Norrköpings stad nådde snart upp till det invånarantalet, och år 1872 lämnade staden landstinget.
Staden drev bland annat eget lasarett, men den specialiserade vården utfördes av landstinget genom avtal eller genom gemensamma institutioner där platserna fördelades mellan stad och landsting. Först på 1960-talet inleddes förhandlingar om ett återinträdde. Efter garantier om att nytt storsjukhus skulle inrättas i Norrköping, återinträdde staden i landstinget från 1 januari 1967.

### Jurisdiktion
Norrköpings stad hade en egen jurisdiktion (rådhusrätt) som förstatligades 1965 och uppgick 1971 i Norrköpings tingsrätt.

## Stadsvapnet
Blasonering: I fält av guld en på en röd tronstol sittande blåklädd S:t Olofsbild med krona av guld och blå gloria, yxa och riksäpple.
S:t Olof återfinns redan på stadens sigill från 1367. Denna bild fastställdes som stadsvapen av Kungl. Maj:t år 1936. Vapnet övertogs av Norrköpings kommun år 1971 och registrerades för denna i PRV år 1974. 

## Geografi
Norrköpings stad omfattade den 1 januari 1952 en areal av 242,04 km², varav 204,86 km² land.

### Tätorter i staden 1960
| Tätort          | Folkmängd |
| --------------- | --------- |
| Norrköping      | 84 325a   |
| Smedby          | 2 273     |
| Lindö           | 1 057     |
| Svärtinge       | 768       |
| Ljunga, del avb | 51        |

Tätortsgraden i staden var den 1 november 1960 97,6 procent. Norrköping var 1960 Sveriges fjärde största tätort, efter Malmö och före Västerås. Detta kan jämföras med tätortsavgränsningen  den 31 december 2010 då Norrköping var Sveriges tionde största tätort.

## Politik
Norrköpings stad styrdes först av magistraten, därefter av magistraten och stadsfullmäktige med drätselkammaren som fullmäktiges högsta underorgan. 
Fram till 1948 tillämpades 2/3 majoritet för beslut om att öka skatteuttag eller kommunens kostnader. Trots att socialdemokraterna under lång tid hade majoritet i stadsfullmäktige innebar det ett starkt beroende av framför allt Allmänna valmansförbundet.

Den första kvinnan i stadsfullmäktige var klädeshandlerskan Anna Karlsson, som valdes 1910 för högern. Karlsson blev också den första kvinnan att väljas till en nämnd, nämligen fattigvårdsstyrelsen år 1914. År 1968 utnämndes Lena Lundblad (H) till Sveriges första kvinnliga kommunalråd, tillsammans med Ella Tengbom-Velander (H) i Helsingborg. Lundblad fick ansvar för skolor och utbildning, och var ordförande för skolstyrelsen.

### Mandatfördelning i valen 1912–1966
| 7 | 4 | 41 |

| 8 |  | 42 |

| 9 | 3 | 43 |

| 13 | 4 | 42 |

| 26 | 3 | 31 |

| 52 |

| 31 | 4 | 25 |

| 53 |

| 3 | 30 | 27 |

| 54 |

| 4 | 30 |  |  | 23 |

| 55 |

| 33 |  | 3 | 23 |

| 56 |

| 37 | 3 | 20 |

| 55 |

| 41 | 3 | 16 |

| 55 |

| 3 | 37 | 3 | 17 |

| 53 |

| 8 | 34 | 5 | 13 |

| 50 | 10 |

|  | 39 | 9 | 11 |

| 49 | 11 |

| 3 | 33 | 11 | 13 |

| 50 | 10 |

|  | 35 |  | 6 | 17 |

| 50 | 10 |

|  | 37 |  | 9 | 12 |

| 50 | 10 |

| 5 | 28 | 4 | 9 | 14 |

| 53 |

### Lista över drätselkammarens ordförande
| Namn | Namn                    | Tillträdde | Avgick |
| ---- | ----------------------- | ---------- | ------ |
| S    | Arvid Karlsson          | 1939       | 1955   |
| S    | Manfred "Manne" Jarméus | 1955       | 1970   |

Den 1 januari 1971 övergick Norrköpings stad till Norrköpings kommun. Manne Jarmeus fortsatte då som kommunstyrelsens ordförande.